# Мглинський район
Мглинський муніципальний район — адміністративна одиниця на північному заході Брянської області Росії.
Адміністративний центр — місто Мглин.
Територія району розташована на етнічній українські землі — Стародубщина.

## Географія
Площа району — 1120 км². Основні річки — Іпуть, Вороноса.

## Адміністративна історія
Територія району належала до Чернігівського воєводства Речі Посполитої, а з 1648 по 1781 рік — Мглинської сотні Ніжинського та Стародубського полку Гетьманської України. В часи Російської імперії — у складі Чернігівської губернії, з 1917 — у складі УНР. 1918 територія району анексована на користь РСФСР.
5 липня 1944 року Указом Президії Верховної Ради СРСР була утворена Брянська область, до складу якої, поряд з іншими, був включений і Мглинський район. В 1963 році район був скасований, в 1965 році — відновлений.

## Демографія
Населення району становить 21,6 тис. чоловік, у тому числі в міських умовах проживають 8,2 тис. Усього налічується 131 населений пункт.